# Dunklhof

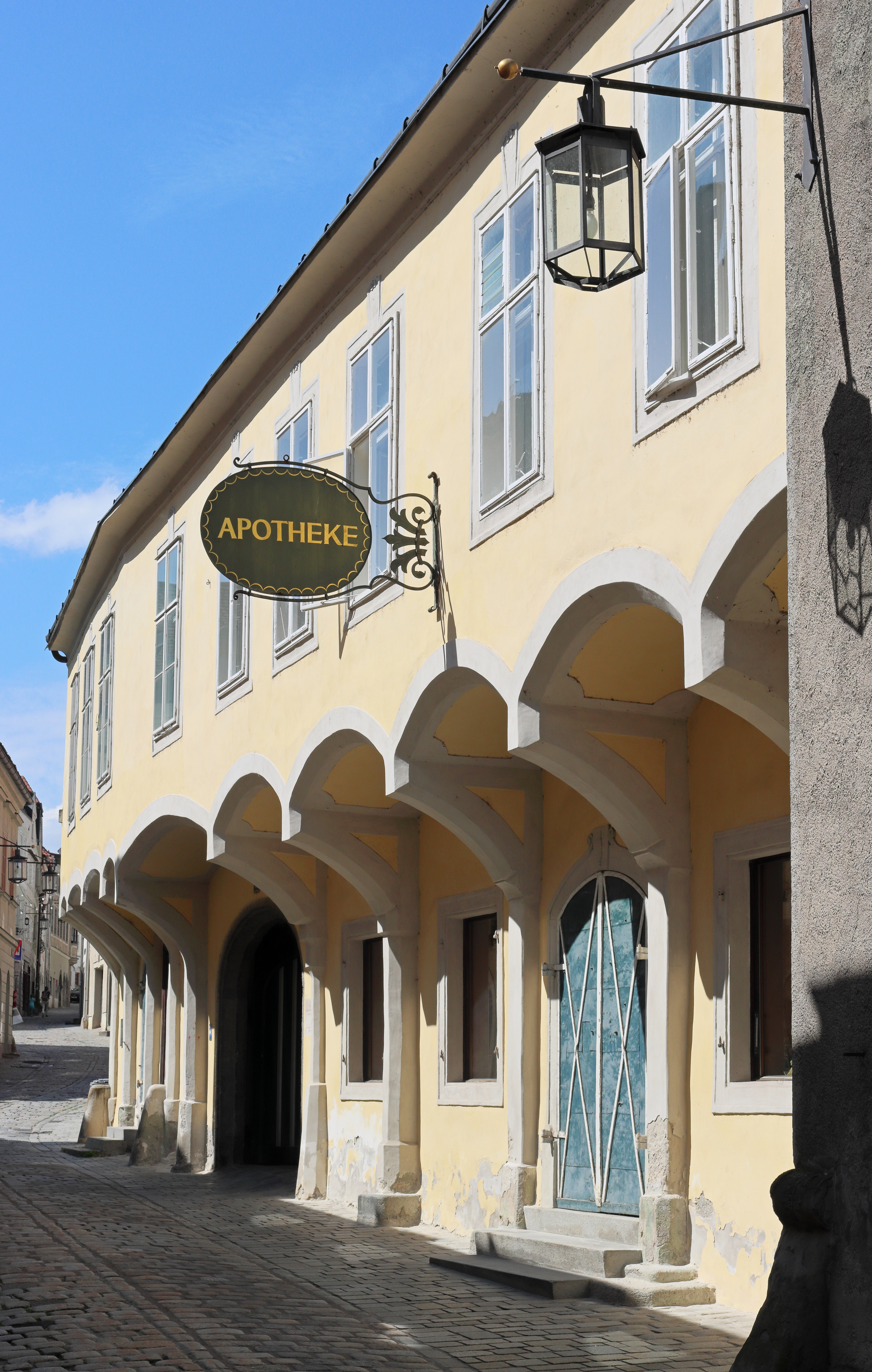
Südwestfassade zur Kirchengasse

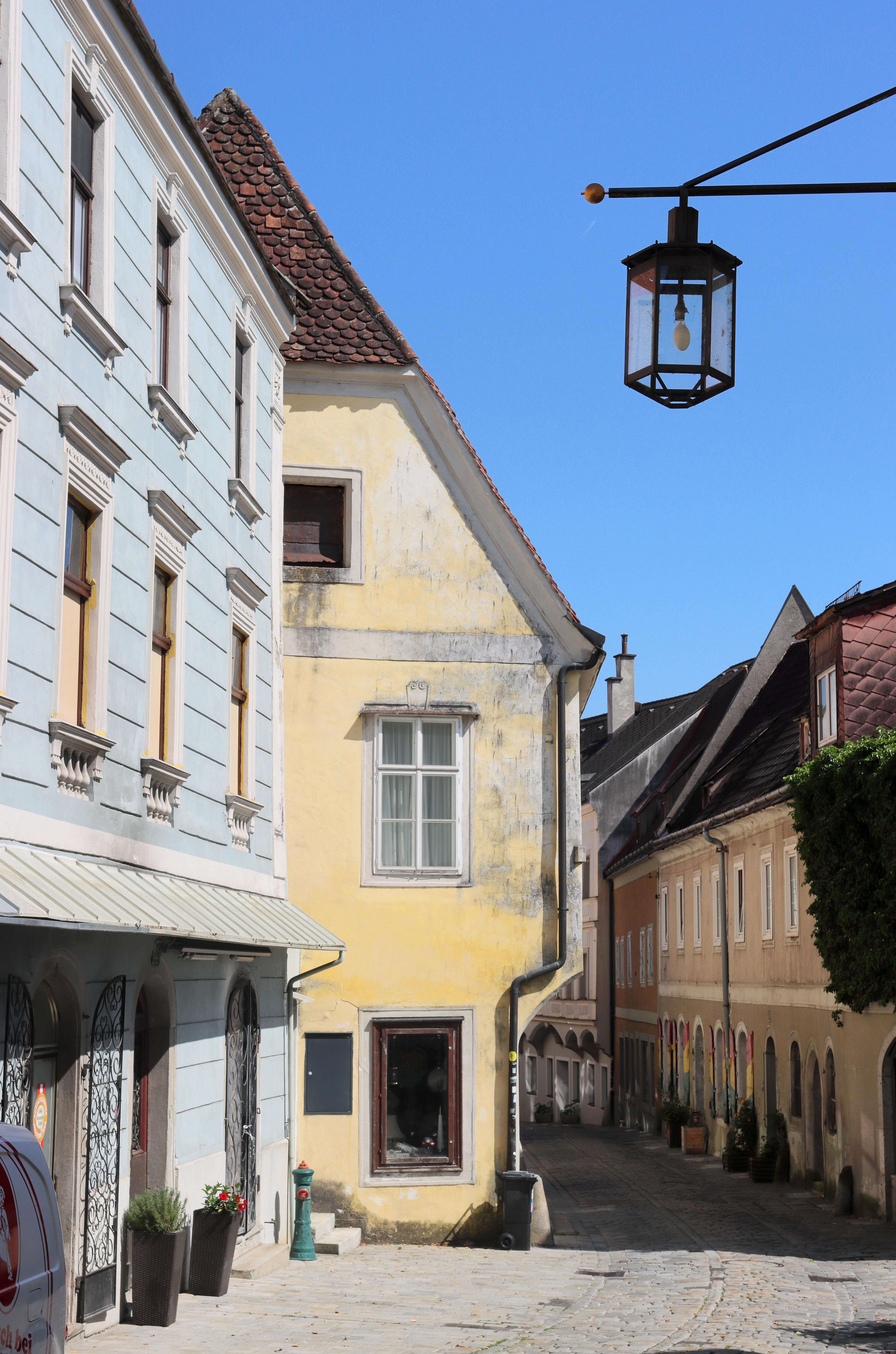
Kirchengasse mit Nordwestfassade

Der Dunklhof (vormals Stippelhof) im Steyrer Stadtteil Steyrdorf, Kirchengasse 16, Oberösterreich, ist ein bedeutendes spätgotisches Bürgerhaus mit einem Arkadenhof aus der Renaissance.

## Geschichte und Architektur
Das Wohnhaus als ältester Teil stammt aus dem 15. Jahrhundert und war Sitz der niederen Gerichtsbarkeit. Markant ist die ausgeprägte Kragstockfassade zur Kirchengasse (das Obergeschoß springt gegenüber dem Erdgeschoß vor). Der Arkadenhof stammt aus der Zeit um 1520/25 und zeigt verzierte Säulen und mit Maßwerkornamentik geschmückte Eckpfeiler. Eine Renovierung fand im Jahr 1996 statt, dabei wurde, soweit möglich, ein ursprüngliches Erscheinungsbild wiederhergestellt, etwa durch aufgemörtelte Firste, Graten und Graupenanschlüsse und die Wiederverwendung von alten handgeschlagenen Dachziegeln im Arkadenhof. Auf den seitlich abgewandten Dachflächen kamen neue Ziegel, sogenannte Kirchenbiber, zum Einsatz. Die Fassade zur Kirchengasse wurde 2006 renoviert. Von damals stammt der heutige gelbe Anstrich.

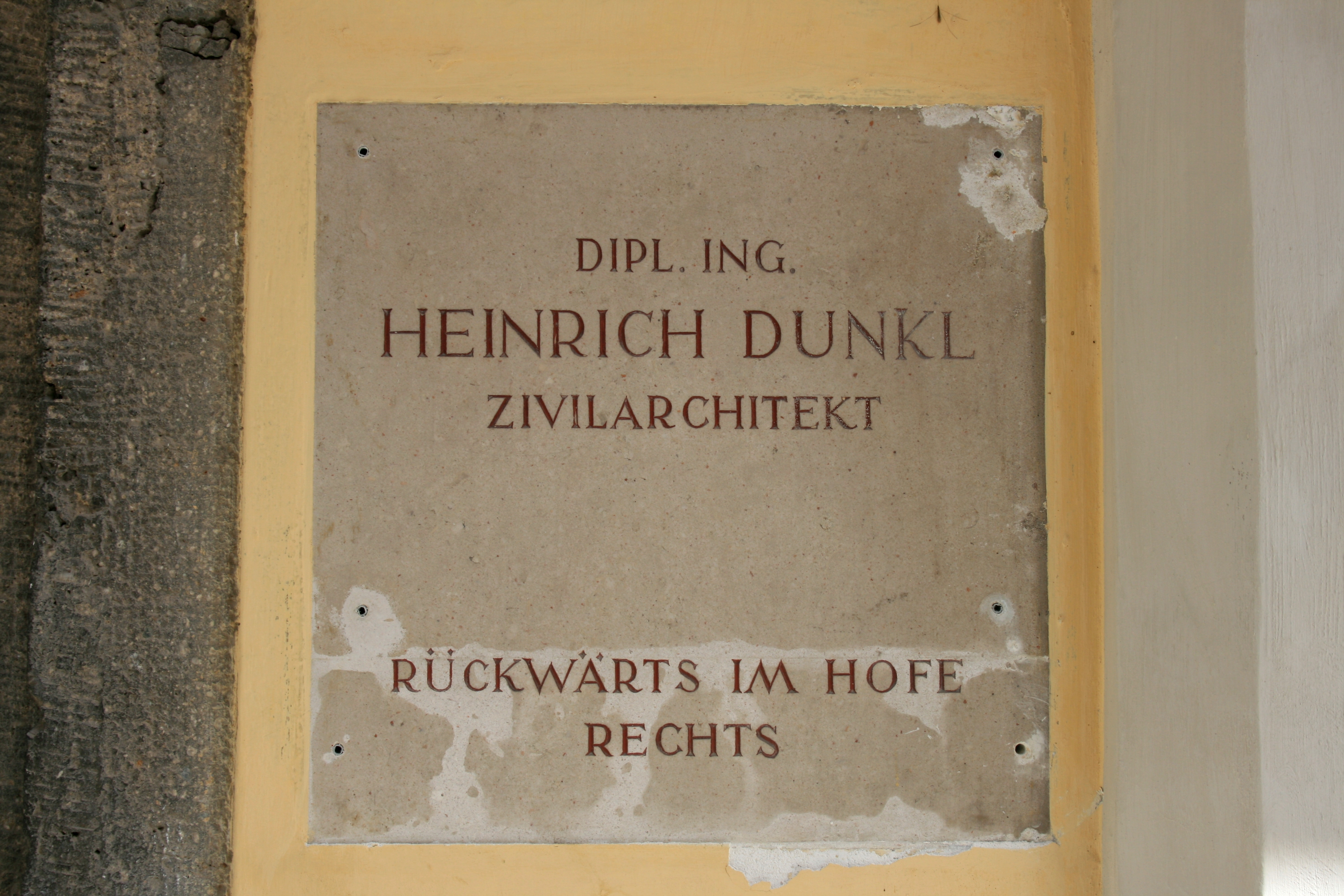
Schild des ehemaligen Architekturbüros Heinrich Dunkl

Besitzer seit 1834 waren Christian Brittinger, der auch erstmals eine Apotheke einrichtete, ab 1867 Alfred Brittinger, ab 1885 Karl Arazim, 1891 Heinrich Lang, 1894 Mathilde Stippl (Anton Stippl), ab 1910 Otto Dunkl und schließlich dessen Sohn, der Architekt Heinrich Dunkl, der das Haus als Teilerbe privat und beruflich nutzte. Im Oktober 1958 heiratete er die Lyrikerin Waltraut Oberleitner-Schottenloher, die bald unter dem Namen Dora Dunkl veröffentlichte. Am 29. Juli 1959 lud diese erstmals zu einer „Abendmusik im Dunklhof“. Als jährlicher „Serenadenabend“, wurde diese Veranstaltung bis zu ihrem Tod weitergeführt.
Heute ist der Hof nach wie vor ein Wohnhaus, wird jedoch auch für Veranstaltungen genutzt. Lange Zeit hatte die Heilige Geist Apotheke, als älteste Apotheke von Steyr dort ihren Standort (das Schild erinnert noch daran). Da die Drogerie im Jahr 2001, unter Pharmazeut Grasler wegen Platzmangel und „schlechtem wirtschaftlichen Standort“, etwa 500 m weiter auf den Wieserfeldplatz übersiedelte, wird das ehemalige Geschäft als Galerie von verschiedenen Künstlern genutzt.

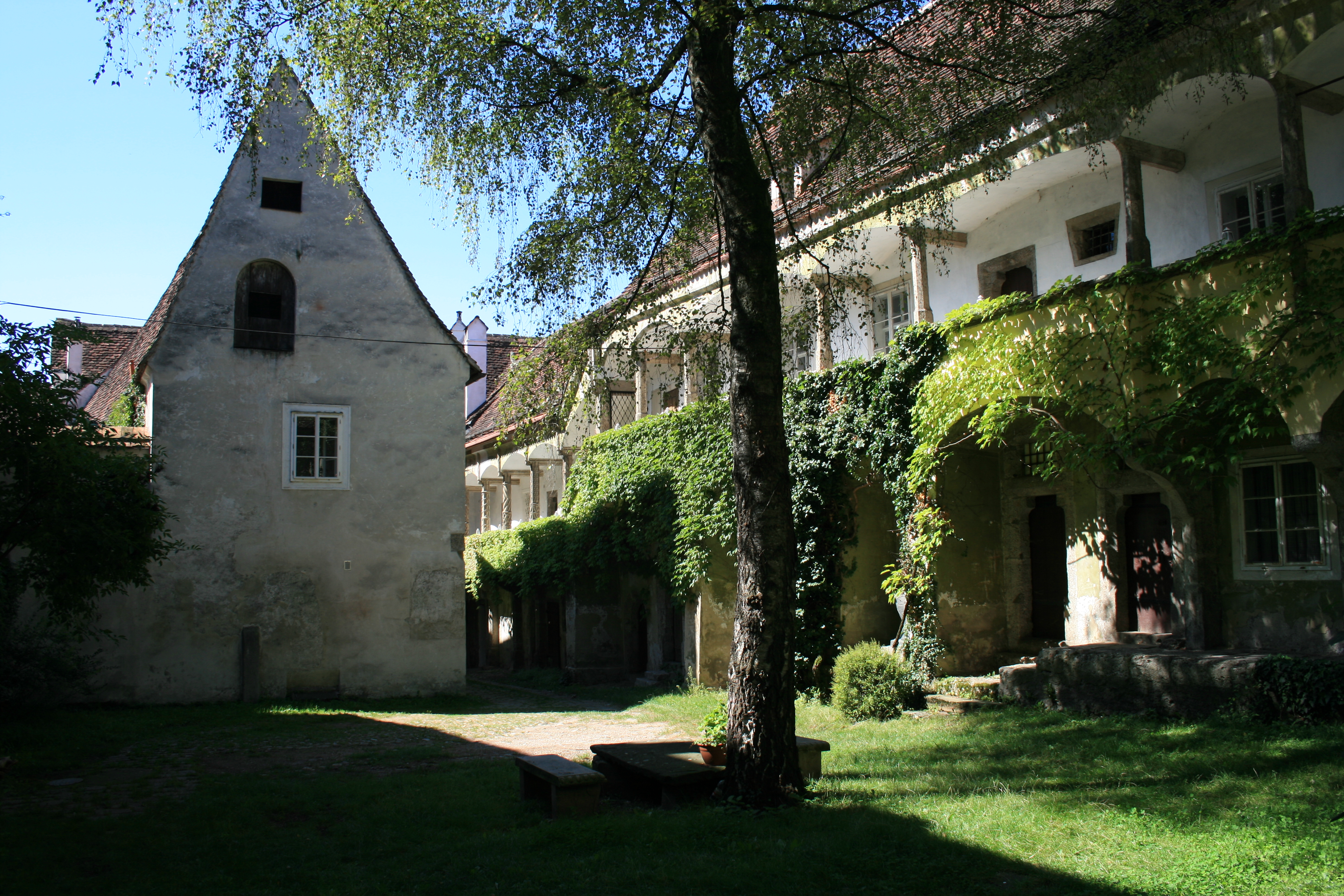
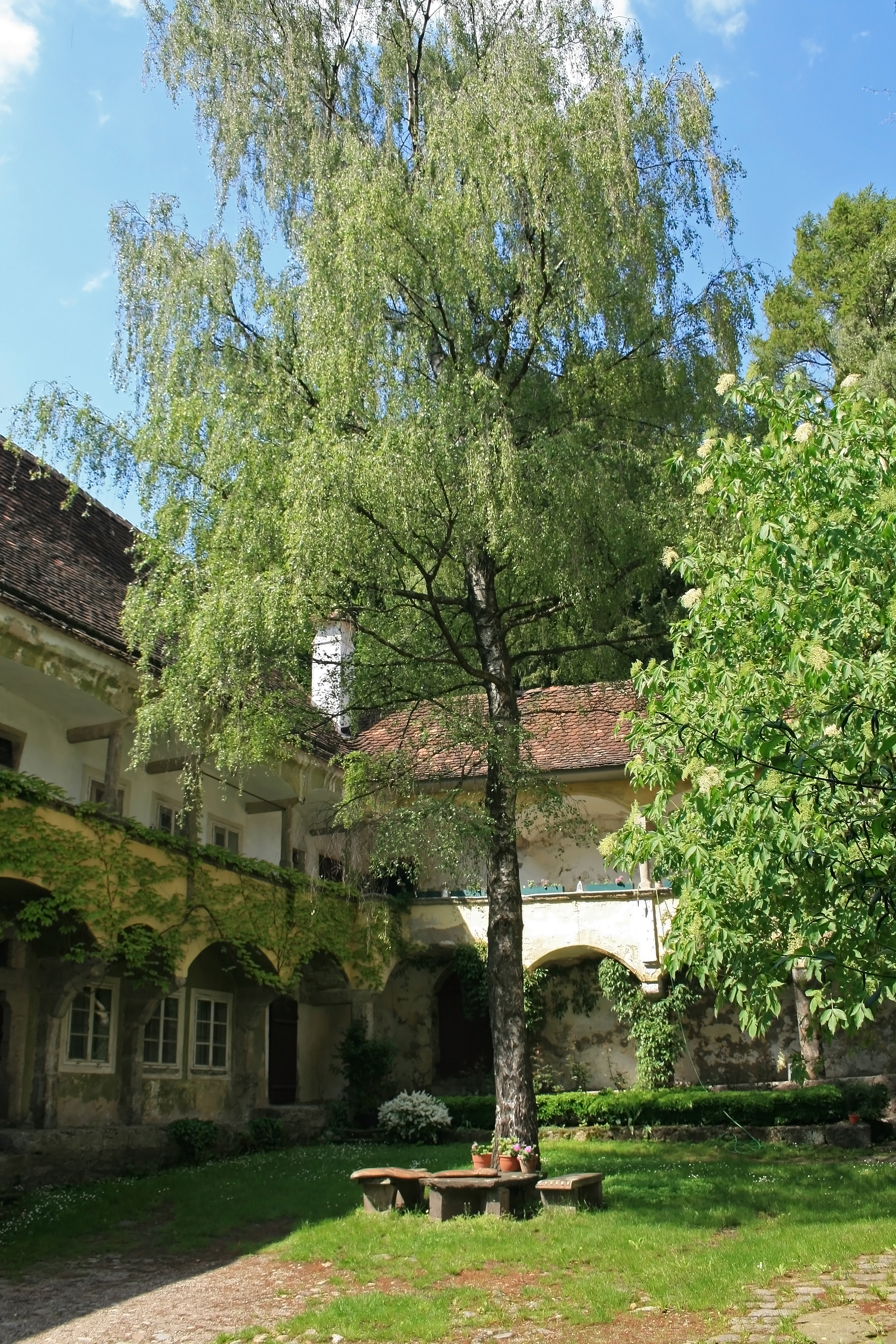
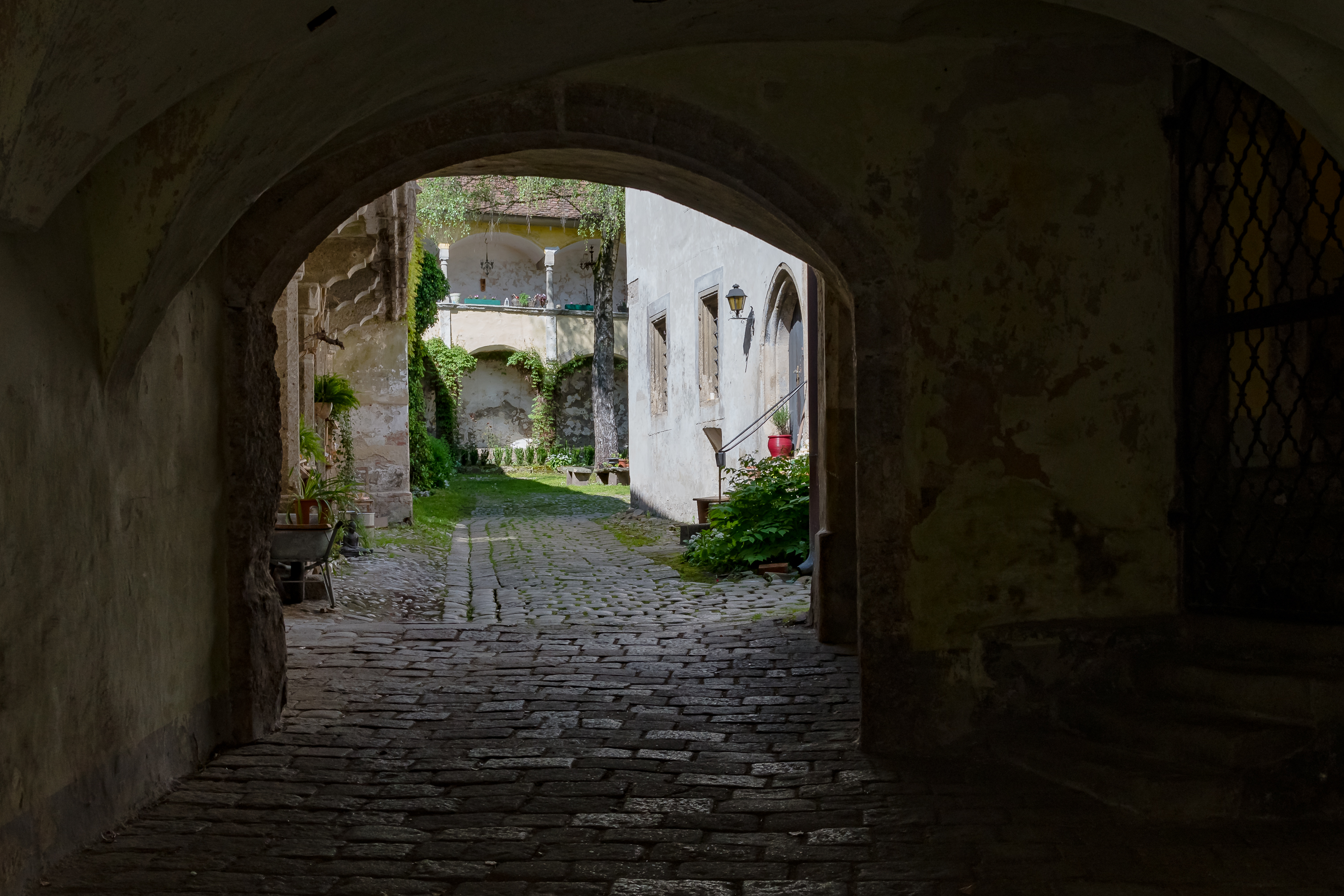
Blick vom Eingangstor in den Innenhof
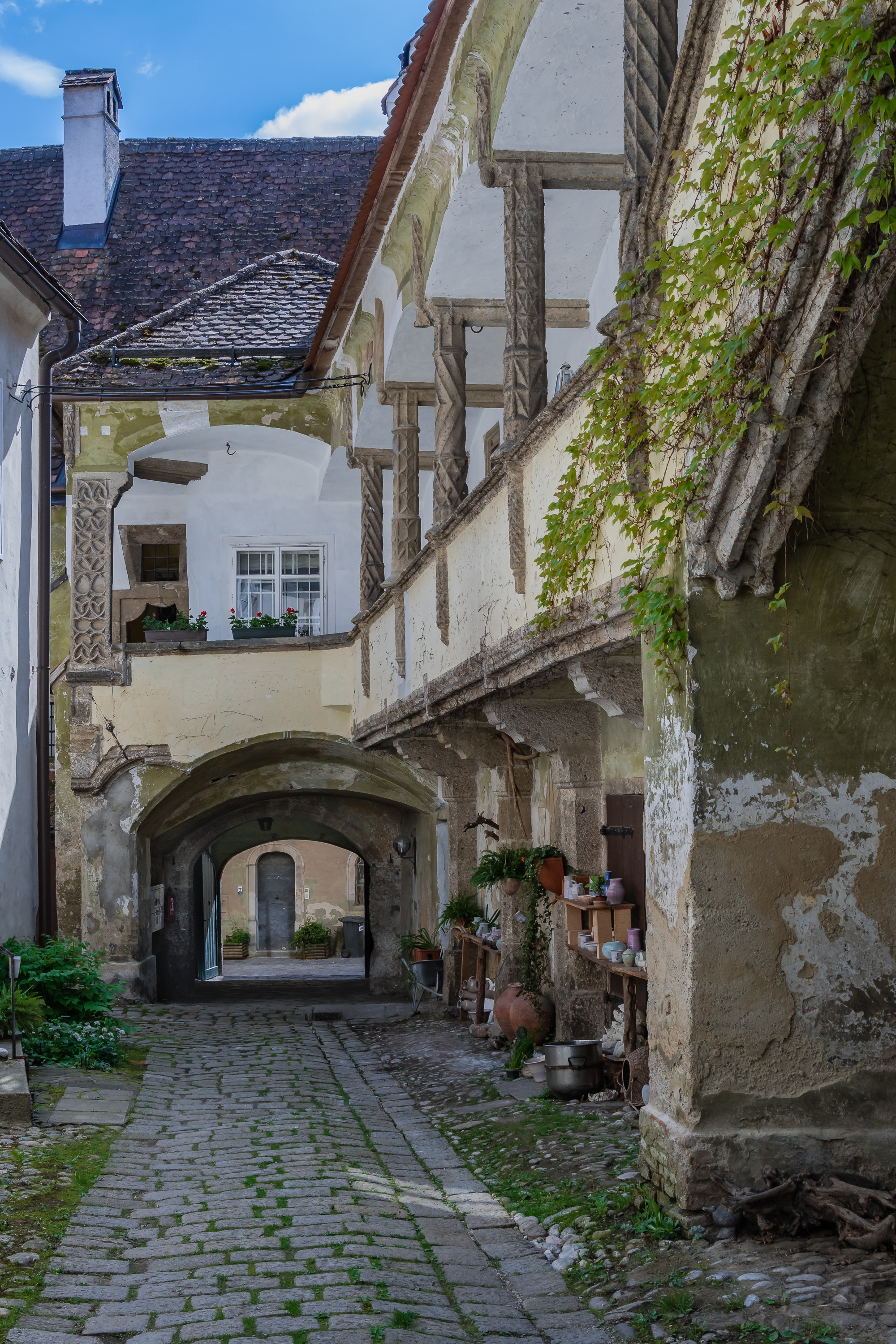
Blick zum Eingangstor
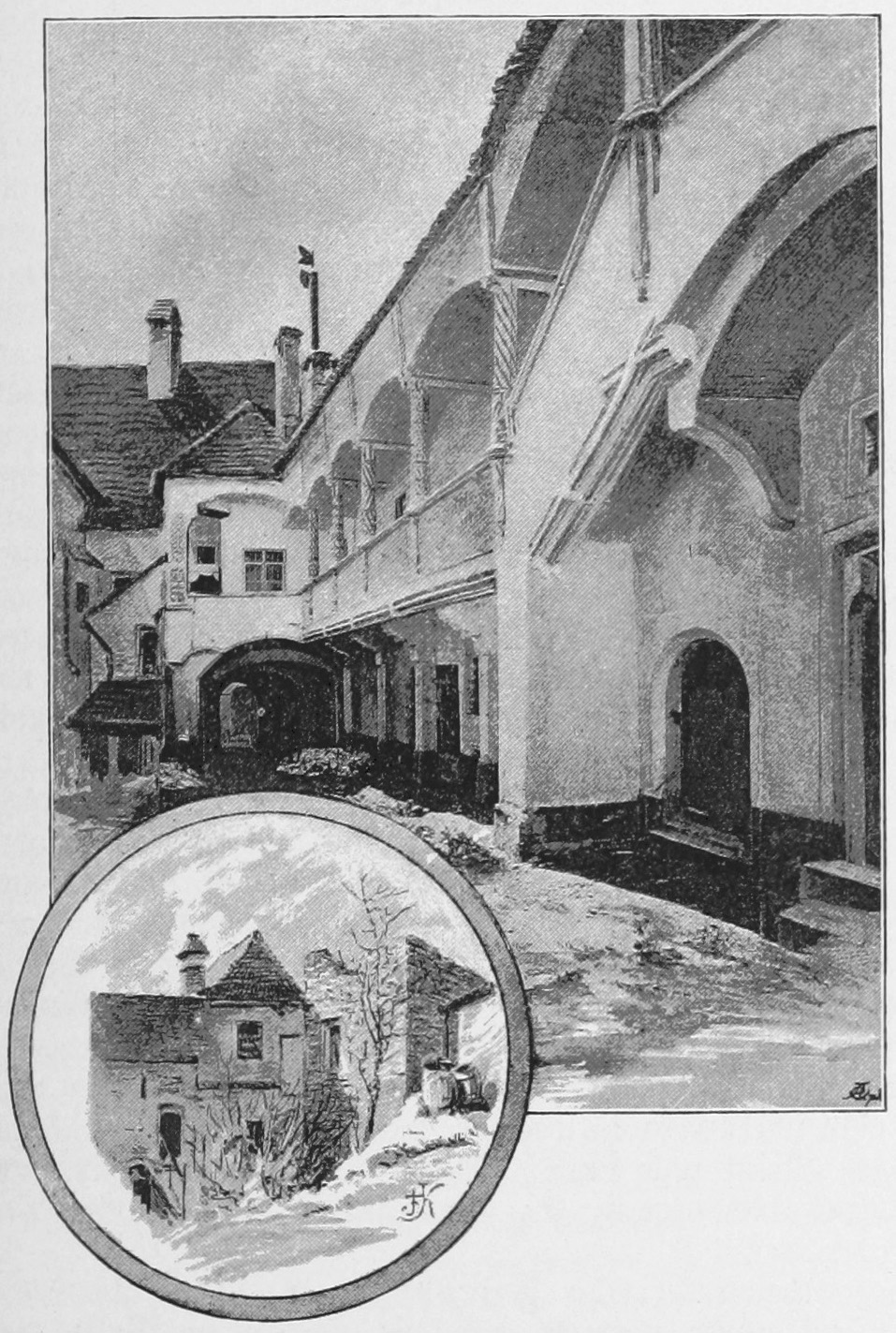
Ansicht von spät. 1893 (Franz Kulstrunk)

## Rezeption
Der Dunklhof gilt als sehenswertester Arkadenhof der Stadt. Dora Dunkl schrieb 1972 in Steyr. Die stolze Stadt der Eisenherren:

„Von diesen Arkadenhöfen gibt es viele, einfache und kostbare. Ich hatte das Glück, im schönsten Arkadenhof Steyrs ansässig zu werden, und schreibe diese Zeilen, eine Balkendecke über mir, die im Verlauf von 500 Jahren ein dunkles, goldenes Braun angenommen hat. Die Kanten der Fensterlaibungen wellen sich, sind lebendig wie die Wände, Jahrhunderte haben Schicht auf Schicht gelegt, und alles ist noch wie es war, im Hof die Steinsäulen, liebevoll behauen, Ornamente voller Phantasie, starke Pfeiler, zierliche Säulen, steile Dächer, wilder Wein, der durch die Fenstergitter ins Haus greift und in dem sommers die Spatzen schlafen, nachdem sie, von überall her angeflogen, unter lautem Gezeter ihre Stammplätze bezogen haben.“